# Pedro José Portal
Pedro José Portal (San Salvador de Jujuy, 12 de mayo de 1807 - 6 de mayo de 1888) fue un destacado político argentino que ejerció el cargo de gobernador de la provincia de Jujuy en tres oportunidades.

## Biografía
Pedro José Portal nació el 12 de mayo de 1807 en San Salvador de Jujuy, hijo de José Antonio del Portal y de Patricia Sánchez de Bustamante.
Su oposición a Juan Manuel de Rosas lo obligó a exiliarse en Potosí, Bolivia, siendo mencionado por Domingo Faustino Sarmiento en sus obras entre los proscriptos de la época. Contrajo matrimonio en Potosí el 18 de julio de 1840con Jacinta de Tezanos Pinto, dedicándose a los negocios. Tuvo particular éxito en el comercio de quina, asociado con su cuñado Jorge de Tezanos Pinto.
Tras la batalla de Caseros y la consiguiente caída de Rosas, Portal regresó a Jujuy con su familia, involucrándose al poco tiempo en la política local, dominada por el clan de los Sánchez Bustamante. 
El 27 de noviembre de 1859 fue designado Senador suplente ante el Congreso de la Confederación Argentina.
En 1860 fue elegido diputado ante la Legislatura provincial en representación del departamento de Rinconada, pero presentó su renuncia.
Fue elegido gobernador el 3 de febrero de 1861 en reemplazo de José de la Quintana. Su gobierno, del cual fue ministro general el doctor Macedonio Graz, fue estable y se lo consideraría uno de los más progresistas de la época. Se realizaron mejores edilicias (templo del Río Blanco, mercado, Panteón, reloj del templo de San Francisco adquirido en Londres con cargo a sus sueldos como gobernador) y administrativas. El 21 de febrero creó una "Comisión del Registro Oficial" para reunir la dispersa legislación vigente en la provincia. Creó la Sociedad de Beneficencia en la provincia sobre las bases propuestas por el vicario Escolástico Zegada encargándole el control de los establecimientos de educación provinciales (entre ellos el Colegio del Huerto]] y del Hospital de Jujuy. Zegada recibió también el encargo de fundar un Hospicio de Misioneros en el templo de San Francisco.
Encargó al diputado José de la Quintana averiguar en Buenos Aires la situación de la donación que hiciera el general Manuel Belgrano para la fundación de una escuela en Jujuy, determinándose que los 8333 pesos 2 y 3/4 reales que donara con ese fin estaban pendientes y consiguiendo el 27 de julio de 1862 que el ejecutivo nacional reconociera dicha deuda.
Tras entregar el gobierno el 3 de febrero de 1863 a su sucesor Daniel Aráoz, a fines de ese año viajó a Chile y Perú. Aún ausente, en 1864 fue elegido diputado nacional por la provincia, pero no llegó a asumir su banca.
El 3 de febrero de 1865 fue elegido nuevamente gobernador por unanimidad de sufragios en el Colegio Electoral, actuando como ministro de gobierno Ignacio N. Carrillo. Durante su segundo mandato se reformó la constitución provincial, promulgándose el 4 de abril de 1866. Iniciada la Guerra del Paraguay, levantó una fuerza de 200 hombres con destino al ejército de línea y a los fines de su alistamiento fue autorizado por la Legislatura el 11 de agosto de 1866 para negociar un empréstito de hasta 20000 pesos bolivianos.
El 3 de febrero de 1867 entregó el mando a su sucesor Cosme Belaúnde.
Tras la invasión de Felipe Varela y la renuncia de Belaúnde, reemplazado por Soriano Alvarado, a comienzos de 1869 viajó nuevamente a la costa del Pacífico. En su ausencia el "Club Político Social" de la provincia levantó su candidatura a gobernador, entablándose esta vez una dura lucha con el gobernador provisional Mariano Iriarte.
Realizadas las elecciones, los partidarios de Portal solicitaron la intervención federal y la nulidad de las elecciones. El 19 de octubre de 1870 estalló la revolución en Tilcara y el 3 de noviembre, en el combate de León, Iriarte fue vencido huyendo a Salta, donde solicitó también la intervención federal. Después de haber decretado Sarmiento la intervención a la provincia ejercida por Uladislao Frías y finalizado el breve interinato de José Benito de la Bárcena, Portal fue elegido gobernador asumiendo el 3 de febrero de 1871 siendo su ministro el doctor Pablo Carrillo.
En septiembre de 1871 una invasión efectuada desde la provincia de Salta invadió Jujuy pero fue derrotada y rechazada por las milicias de Perico del Carmen.
El 5 de enero de 1872 Portal elevó a la Legislatura su dimisión considerando que la provincia se encontraba encauzada en la senda del orden y del progreso, pero la sala rechazó su renuncia. El 3 de febrero de 1873
transmitió el mando a José Benito de la Bárcena.
Participó del movimiento del 12 de mayo de 1879 contra el gobernador Martín Torino, encabezado por Plácido Sánchez de Bustamante ante los rumores de que la Cámara sería disuelta a balazos si se mostraba contraria a sancionar su elección. 
Depuesto Torino, el movimiento nombró gobernador provisional a Silvestre Cau quien estuvo al frente de la provincia hasta que Torino fue repuesto el 1 de junio tras el triunfo de su ministro, José María Orihuela Morón.
El 30 de septiembre, un nuevo movimiento mató a Orihuela y Torino se vio obligado a dejar el poder y la provincia, que quedó acéfala hasta que asumió Fenelón de la Quintana el 3 de octubre.
En 1886 apoyó la candidatura presidencial de Bernardo de Irigoyen.
Murió en Jujuy el 6 de mayo de 1888. Sin descendencia directa, instituyó como herederos a sus sobrinos Manuel y Pedro de Tezanos Pintos, a quienes había adoptado.
Su fortuna era de las principales de la provincia. Sólo su hacienda en Rectoral en 1855 estaba valuada en 4000 pesos bolivianos.